# Герб Міранди-ду-Дору
Ге́рб Міра́нди-ду-До́ру — офіційний символ міста Міранда-ду-Дору, Португалія. Використовується як територіальний герб. У золотому щиті червоний замок із трьома баштами, срібними вікнами і брамою. Над найвищою середньою баштою червоний півмісяць, рогами донизу. Щит увінчує срібна мурована міська корона з п'ятьма вежами.  Під щитом біла стрічка, на якій великими літерами напис португальською: «cidade de Miranda do Douro» (місто Міранда-ду-Дору).  Офіційно затверджений 27 квітня 1935 року.  

## Галерея

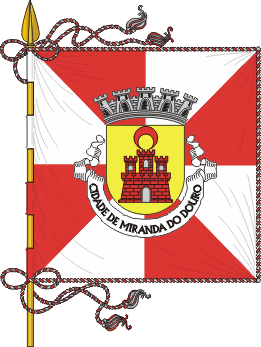
Прапор